# Margaret Donahue
Margaret Donahue (Huntley, 13 de diciembre de 1892-Crystal Lake, 30 de enero de 1978) fue una ejecutiva de béisbol profesional estadounidense que trabajó en la oficina principal de los Chicago Cubs de la Major League Baseball (MLB) de 1919 a 1958. Donahue fue la primera mujer ejecutiva en la MLB. Fue pionera en la venta de abonos y otras innovaciones.

## Primeros años de vida
Donahue nació y creció en una granja en Huntley, Illinois, un suburbio de Chicago, en 1892. Asistió Huntley High School en 1909. Después de un año de escuela secundaria, abandonó sus estudios y se mudó a Chicago para trabajar como secretaria. Tuvo un año de formación y luego trabajó en una lavandería.

## Chicago Cubs
William Veeck Sr., el presidente de los Chicago Cubs de las Grandes Ligas de Béisbol, contrató a Donahue en 1919 como taquígrafa para Bill Veeck, su hijo. En 1926, Veeck ascendió a Donahue a secretaria, convirtiéndola en la primera mujer ejecutiva en la MLB.
Antes de la temporada de 1929, a Donahue se le ocurrió la idea de vender abonos. También concibió la idea de vender boletos en ubicaciones de Western Union además de en la taquilla. Donahue realizó promociones del «Día de las Damas» y vendió boletos con descuento a niños menores de 12 años, lo que ayudó a que el béisbol evolucionara de un juego visto por hombres de negocios trajeados a un evento familiar. Donahue trabajó para los Chicago Bears de la National Football League en su taquilla cuando jugaron en el Wrigley Field desde 1921 hasta la década de 1930.
En 1950, los Cubs ascendieron a Donahue a vicepresidente. Se jubiló en 1958.

## Vida personal
Mientras trabajaba para los Cubs, Donahue vivió en Rogers Park, Chicago con su hermano y dos hermanas. En sus últimos años, Donahue vivió en un asilo de ancianos en Crystal Lake, Illinois. Murió allí el 30 de enero de 1978.
Un parque de 0,5 acres (0,2 ha) en el lado norte de Chicago en West School Street, a pocas cuadras del Wrigley Field, lleva el nombre de Donahue. Los Cubs contribuyeron $1 millón de los 1,3 millones de dólares del costo para el parque Margaret Donahue, que comenzó a construirse en 2014. Donahue fue incluida en el Salón de la Fama de los Chicago Cubs en 2021.